# Brownleeíta
La bronwleeíta es un mineral de la clase de los minerales elementos nativos, y dentro de esta pertenece al llamado “grupo de la fersilicita”. Fue aprobado como mineral válido por la Asociación Mineralógica Internacional en el año 2008, siendo nombrada así en honor de Donald Brownlee, astrónomo estadounidense que descubrió este mineral en partículas de polvo interplanetario Pi Puppidos, desprendidas del cometa 26P/Grigg–Skjellerup. Un sinónimo es su clave: IMA2008-011.
Químicamente es un siliciuro de metal manganeso.

## Localización
Las partículas que lo contenían fueron recogidas en la estratosfera usando un avión estratosférico de la NASA, polvo cósmico de menos de 0'0025 mm liberado por el cometa 26P/Grigg-Skjellerup a su paso cerca de la Tierra. El equipo de investigadores de Estados Unidos, Alemania y Japón fue liderado por el científico de la NASA Keiko Nakamura-Messenger.